# ميتشيكو فوكوشيما
ميتشيكو هاسيغاوا-فوكوشيما ((باليابانية: 長谷川-福島 實智子)) (من مواليد 23 أغسطس 1963) هي رامية من اليابان.
شاركت في دورة الألعاب الآسيوية 2006 في الدوحة بقطر.

## روابط خارجية
- ميتشيكو فوكوشيما على موقع الاتحاد الدولي (الإنجليزية)
- ميتشيكو فوكوشيما على موقع أوليمبيديا (الإنجليزية)